# Hasznosi vár

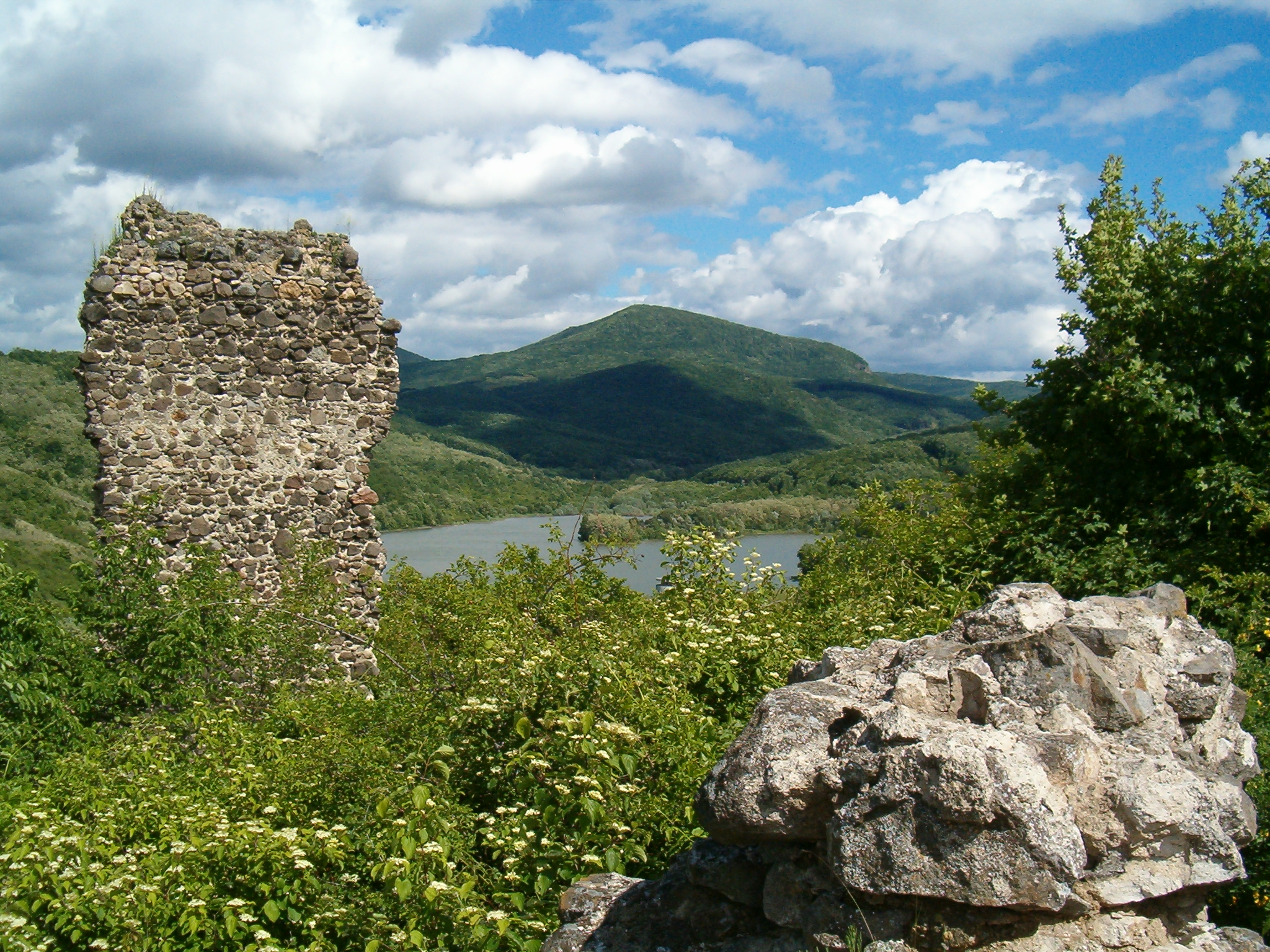
A hasznosi vár falmaradványai. Középen a Kövecses-patak Hasznosi-víztározója, háttérben az Óvár csúcsa (754 m).

A hasznosi (cserteri) vár romja a Mátrában, a Pásztóhoz tartozó Hasznos település felett, a Hasznosi-víztározó fölé magasodó 383 m magas sziklacsúcson található. A vár egy alsó és egy felső várra tagozódott, melyeket szárazárok választott el egymástól. A kis alapterületű várat a XIV. században a Rátót nemzetséghez tartozó Domokos építtette, aki a nádori tisztséget is viselte. A hasznosi vár urát Vencel, majd később Károly Róbert király is meglátogatták, barátságát keresvén a hatalmas Rátold nemzetségnek. A keletre fekvő, több mint hétszáz méter magas Ágasvárra épített korábbi erődítmény ez időre már nem bizonyult alkalmasnak a völgy ellenőrzésére, ezért sorsára hagyták, és szerepét a cserteri vár vette át.

## Története
A cserteri vár első írásos említése 1304-ben történik. 1300 és 1320 között épült, és az Ágasvárral, Óvárral együtt a Kövecses-patak völgyében haladó mátrai hadiutat őrző három vár egyike volt. 1329-ben Castellanus de Hasnos néven említik. Ős birtoka volt a régen kihalt Hasznosi családnak, mely egyúttal Tarnak és Pásztónak is ura volt. 1454-ben a megerősített vár és a falu birtokosaként a Pásztói család van megemlítve. 1552-ben a falu az egri várnak adózott. 1552-ben harc nélkül török kézre került, Ali budai pasa Eger felé vonuló seregei foglalták el. A török hódoltság alatt falait szétrombolták, de a vár visszafoglalását követően újra megerősítették. A 15. században még jó állapotban volt, amikor a szomszédos várak már mind romokban hevertek. Többször cserélt gazdát, de rommá csak a 18. században vált. A mohácsi csatában az utolsó Hasznosiak elesvén, birtokaik leányágon más nemzetségekre szállottak, részben a királyi fiskus tette rájuk a kezét. 1720-tól kezdődően a Koháry, a Fáy és a Szalay családok, 1848 után az Almássy, Platthy, Zay, Orczy, Gosztonyi családok voltak a földesurak. A fokozatosan rommá lett vár köveit a lakosság építkezéseihez használta fel.  Napjainkra maradványait teljesen beborította a növényzet, csak két magasabb falmaradvány emelkedik a lombok fölé. Ma már csak a palotaépület egyes falrészei és egy négyzetes torony alapjai látszanak.
A Várhegy keleti felén világos színű diatómaföld borítja a felszínt. Ezen a területen a kutatók több teknőspáncélt, ősszarvasfogat, cickányfélék és pelefélék csontdarabjait és egy őshörcsögfaj zápfogát találták meg. Ezek között egy eddig ismeretlen új hörcsögfaj is előkerült, melyet a lelőhely alapján Democricetodon hasznosensis néven írtak le.
A Várhegy 3 hektáros területe természetes sziklakert, ahol kora tavasztól késő őszig rengeteg virág nyílik (Erdei ibolya, korai kakukkfű, pusztai kutyatej, sárga kövirózsa, üstökös gyöngyike), de számos ritka fűféle és cserje is honos a meleg klímájú hegyoldalon. Ilyen a barázdált csenkesz, a réti perje és a kékperje. Egyéb lágy szárú növényfajok is megtalálhatóak: apró lucerna, bojtorjánfű, borsos varjúháj, csattogó eper, egyenes pimpó, édes csüdfű, keresztes galaj, magyar cickafark, mezei gólyaorr, Orlay-turbolya, orvosi székfű, sárga kövirózsa. A fa- és cserjefajok közül az akác, barkóca berkenye, cser, fagyal, hamvas szeder, iszalag, kökény, mezei juhar, mezei szil, varjútövis benge, vörösgyűrű som találhatóak a vár oldalában.